# Hexagon (företag)
Hexagon Aktiebolag är en svensk koncern som levererar mätsystem för mätning och positionering av objekt inom såväl mikro- som makrosegmentet. Hexagon har cirka 25 000 medarbetare i 35 länder. Hexagons B-aktie är noterad på listan för stora bolag på Stockholmsbörsen. Hexagonaktien är även sekundärnoterad på SWX Swiss Exchange.
Verksamheten omfattar handverktyg, fasta och mobila koordinatmätmaskiner, GNSS-system, nivåmätare, lasersökare, totalstationer, sensorer för flygburna mätningar samt tjänster och mjukvara. Makroprodukterna används inom bygg- och anläggningsindustri och för geografiska informationssystem, medan mikroprodukterna främst används inom bil- och  flygindustrin, energisektorn, medicinteknik och design. Ett annat stort användningsområde är underhåll och kontroll av bland annat vindkraftverk och flygplan.

## Dotterbolag
- Agatec
- AGL Construction Lasers & Machine Control Systems
- Allen Precision Equipment, Inc.
- Bâti-Mesure
- Cable Detection, Ltd.
- CogniTens Ltd.
- Elcome Technologies Pvt. Ltd.
- Equimat International Srl
- ERDAS Inc.
- GeoMax AG
- Hexagon Metrology (Qingdao) Co., Ltd.
- Hexagon Metrology, Inc.
- Hexagon Metrology, S. de R.L. de C.V.
- Intergraph
- Jigsaw Technologies
- Leica Geosystems AG
- Leica Geosystems Metrology Division
- Mikrofyn A/S
- NovAtel Inc.
- Polymeca AG
- Prim'Tools
- QBL Baulaser GmbH
- Rinex Technology
- SBG AB
- Scanlaser Ltd.
- TESA SA
- Topocenter SAS
- Viewserve AB
- Wilcox Associates

## Föregångare
Företagsnamnet Hexagon har även burits av en tidigare koncern, grundad 1965 som utvecklingsbolag för mindre företag, ägt av provinsbanker. En grundtanke med verksamheten var ett decentraliserat ledningsansvar. År 1976 fanns något över 2 000 anställda i den koncernen, som året innan omsatte 345 mnkr. Verkställande direktörer för detta Hexagon var 1966-1971 Claes-Ulrik Winberg, 1971-1978 Carl-Eric Sjöström och 1979-1987 Torbjörn Ek. 1989 var omsättningen 3,1 mdkr, antalet anställda 4 000.
Sommaren 1990 vidtog emellertid en dragkamp mellan olika parter om koncernen, vilket resulterade i att dess huvudägare Munksjö avnoterades från Stockholms fondbörs. 1992 återuppstod Hexagon i ny form.